# Acquaviva delle Fonti
Pour les articles homonymes, voir Acquaviva.
Acquaviva delle Fonti est une commune italienne de la ville métropolitaine de Bari dans la région Pouilles en Italie.

## Géographie
La commune se situe à 26 km de la ville de Bari et se trouve à mi-chemin entre la mer Adriatique et le golfe de Tarante. Elle comprend une population d'environ 22 000 habitants (les Aquavivesi). La superficie est de 131 km2 à une altitude moyenne de 300 m.
La commune se trouve près de l'autoroute E845.

## Histoire
La commune tire son nom de l'aqueduc qui passe sous ses terres.
La commune se trouve sur les fondations du site antique Salentium. On peut y voir encore quelques vestiges à la sortie de la ville près du ring.
La datation des origines de la ville font encore l'objet de recherche. Certains chercheurs retiennent la période des IVe – Ve siècles av. J.-C. dans la zone de Salentino, colline située à quelques kilomètres, qui surplombre une grande plaine très fertile. D'autres remontent à une période antérieure : entre le VIe et le VIIe siècle av. J.-C.
Il est cependant certain que la zone de Salentino était habitée durant l'Antiquité, les fouilles réalisées en 1976 l'ont confirmé. Ces fouilles ont permis de découvrir plusieurs habitation avec des foyers, situées près de sépultures avec des squelettes humains.
L'actuelle Acquaviva a été habitée par des populations provenant des anciens villages de Malano, Ventauro, San Pietro, San Marco, Sant'Angelo et Salentino. On suppose que les habitants se sont déplacés vers cette zone en raison de la fertilité des terres, de la richesse des eaux ou à cause de dévastations subies dans la zone originelle. 
En latin, le lieu s'appelait Aquaviva. Dès ses origines, Acquaviva s'est développée rapidement grâce à son climat et à la présence de nappes phréatiques, et c'est grâce à cette dernière richesse que, après de nombreux siècles, le terme « delle Fonti » a été ajouté au nom d'Acquaviva.
L'eau souterraine, recueillie dans la couche aquifère, était exploitée à des fins agricoles et remontée par une noria, appelée en langage local la "ngegne" – machine hydraulique qui était actionnée par un âne ou un mulet et tournait dans un cercle sans fin (cet objet est encore visible aujourd'hui sur la place Vittorio Emanuele II).
Le toponyme apparaît cependant parmi les sièges épiscopaux dans les premiers temps de l'Église. La zone a ensuite appartenue aux Normands, qui ont construit le château, puis aux Souabes, qui l'ont modifié en y ajoutant des éléments typiques de l'époque époque frédéricienne, aux Angevins et aux Aragonais. Passé au prince de Tarente Giovanni Antonio Orsini Del Balzo, le fief d'Acquaviva est attribué en dot en 1456 à sa fille Caterina, épouse du duc d'Atri Giulio Antonio Acquaviva, avec les fiefs de Noci, Turi, Conversano, Castellana, Bitonto, Bitetto et Gioia del Colle. En 1499, le fief d'Acquaviva est rattaché au comté de Conversano.
Le marquisat d'Acquaviva, ainsi que le comté de Gioia transmis en 1597 à Giosia et à son fils Alberto Acquaviva d'Aragona, fut mis en vente en 1614 par ce dernier en raison de difficultés financières. À cette date, à Naples, à la Regia Camera della Sommaria, l'avis de vente est affiché avec l'estimation des registres cadastraux et Acquaviva est décrite comme suit : « Acquaviva est une terre riche et peuplée, 1700 foyers [8500 habitants], un beau site, propice au commerce de l'huile d'olive, étant au cœur de la province, très riche en ce genre de fruits. Sa proximité avec la mer offre la possibilité d'en disposer, pour Venise, Ferrare et pour d'autres lieux infinis ».
La vente d'Acquaviva et de Gioia del Colle a lieu le 4 mars 1614 par achat au marquis. L'acquéreur est Paride Pinelli, homme d'affaires génois. En 1623, à la mort de ce dernier, le fief d'Acquaviva et de Gioia est loué pour 35 ans (1629-1664) par Giangirolamo Acquaviva d'Aragona, par le Génois Antoniotto Spinola, le marquis Caracciolo di Santeramo, puis le prince de Cassano, Gaspare Ayerbo. À la fin de cette période, en 1663, Giovanni Girolamo Molignani fonde l'Accademia dei Ravvivati sur les cendres d'une précédente académie poético-littéraire. 
Le fief est finalement acheté en 1665 pour 216 000 ducats par le marquis génois d'Assigliano Carlo I de Mari. Le nouveau seigneur féodal, avec lequel commença le règne de la famille de Mari, qui dura plus d'un siècle et demi, établit sa résidence dans l'ancien château d'Acquaviva delle Fonti. Il entreprend des travaux conséquents pour rénover l'édifice. Ses successeurs poursuivront ces travaux conséquents, transformant le château en un splendide palais baronnial, proche de son aspect actuel.

## Monuments et édifices notables
Acquaviva delle Fonti est connue aussi pour sa cathédrale qui est dédiée à saint Eustache (Sant'Eustachio), et qui est une des quatre basiliques des Pouilles. Selon la légende, la cathédrale aurait été voulue par le seigneur féodal Roberto Gurguglione, descendant royal et neveu de Roberto il Guiscardo.
La cathédrale a été construite en 1158 selon l'art roman et a subi des  modifications lors de la Renaissance durant les années 1529-1594, pour être finie en 1623. La cathédrale se compose de deux étages : le premier est divisé en 3 parties et 2 parties transversales; le sous-sol  est composé de 3 autels (2 en argent et un marbre) dédiés aux saints Sant'Eustachio, SS. Sacramento e Madonna di Costantinopoli. Cette dernière est la patronne de la cité. On peut l'admirer dans l'icône sacrée de La "Vierge et de l'enfant".
Située au centre de la commune, la maison communale était à l'origine le palais princier De Mari. Le palais a été construit par le noble génois et patricien napolitain Carlo I de Mari à la fin du XVIIe siècle, en incorporant des structures de l'ancien château normand dont on décèle encore aujourd'hui divers détails – notamment les vestiges d'une tour octogonale. Le palais monumental est probablement l'œuvre de l'architecte génois Riccobuono. La façade principale, dotée d'une grande loggia, est surmontée d'un balcon central à triple balustrade au-dessus du grandiose portail d'entrée inférieur de style napolitain. La succession de masques apotropaïques qui court le long de la corniche à l'extrémité du palais noble est singulière. Le palais possède une cour intérieure avec un grand escalier qui mène à la loggia du premier étage où se trouvent les armoiries héraldiques des princes de Mari-Doria. On y trouve deux splendides portails d'entrée portant l'inscription "Carolvs De Mari Aqvavivæ Princeps" ("Carlo de Mari, prince d'Acquaviva"). L'ensemble de la structure compte plus d'une centaine de pièces intérieures. Au XIXe siècle, le palais est passé aux mains de Sante Alberotanza, un noble de Mola di Bari, il a ensuite été acheté par l'Université d'Acquaviva, entité administrative historique (voir l'article Universitas (Italie méridionale)) qui en a fait le siège de la municipalité d'Acquaviva delle Fonti. Le bâtiment ne semble pas encore avoir livré tous ses secrets. Une légende veut que ce palace soit composé de 365 pièces connues et qu'une 366e que personne n'ait jamais trouvée (citation de Francesco Lepenne, habitant de la commune). 

## Économie et culture

### Agriculture et traditions culinaires

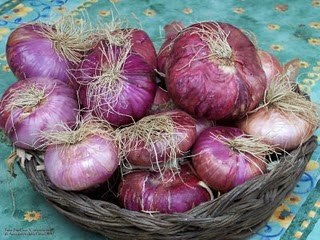
Panier d'oignons rouges d'Acquaviva delle Fonti

Le territoire communal fait partie de la zone de production du fromage à pâte filée Mozzarella di Gioia del Colle (AOP).
Acquaviva est connue pour la variété de gros oignon doux qui pousse sur ses terres et porte le nom de la commune : cipolla rossa di Acquaviva delle Fonti ("oignon rouge d'Acquaviva delle Fonti"). La production est très limitée (environ 200 quintaux par an), car sa production est basée sur des méthodes traditionnelles pour préserver son arôme et son parfum. L'oignon rouge d'Acquaviva delle Fonti et ses célèbres chaussons "calzone" sont célébrés lors de fêtes traditionnelles qui ont lieu chaque année à la fin du mois de juillet et à la mi-octobre.

### Évènements

#### Fête votive de la Madone de Constantinople
La fête de la Madone de Constantinople a lieu chaque premier mardi de septembre. Elle dure 4 jours et commence le samedi précédent. 
Le dimanche soir, une procession historique reconstitue l'entrée du tableau représentant la madone telle que la légende la raconte (on dit que l'icône est venue de Constantinople et que, arrivée à Bari par la mer, elle a été transportée à Acquaviva sur une charrette tirée par des bœufs).
Le mardi soir, à minuit, a lieu le  Lancio del Pallone (lâché de ballon). Ce ballon atypique est réalisé en papier, il mesure 21 mètres de hauteur et  42 mètres de circonférence pour un poids de 120 kg. Cette tradition date de 1848. La réalisation du ballon est confiée à une famille de la commune et repose sur un savoir-faire unique, transmis de génération en génération.

#### Autre fêtes et foires
1. Foire de Saint Eustache (11 mai);
2. Saint Eustache (20 mai)

### Lieux remarquables
- La cathédrale,
- Hôpital Ente Ecclesiastico Ospedale Regionale F. Miulli
- Église Santa Maria Maggiore
- Palazzo de Mari

## Administration
| Période                                  | Période    | Identité                          | Étiquette     | Qualité |
| ---------------------------------------- | ---------- | --------------------------------- | ------------- | ------- |
| 11 juin 2013                             | (en cours) | Davide Francesco Ruggero Carlucci | Liste civique | Maire   |
| Les données manquantes sont à compléter. |            |                                   |               |         |

### Hameaux
Collone

### Communes limitrophes
Adelfia, Casamassima, Cassano delle Murge, Gioia del Colle, Sammichele di Bari, Sannicandro di Bari, Santeramo in Colle